# Homole (Góry Suche)
Homole (649 m n.p.m., niem. Gold Koppe) – góra w północno-zachodnich Czechach, w Sudetach Środkowych, w Górach Kamiennych, w paśmie Gór Suchych (cz. Javoří hory).
Wzniesienie położone w Sudetach Środkowych, w Górach Kamiennych, we wschodniej części pasma Gór Suchych, w bocznym grzbieciku, odchodzącym ku południowemu zachodowi od Włodarza. Na południowy zachód od Homole znajduje się miejscowość Šonov. Na północny wschód, grzbietem Gór Suchych biegnie polsko-czeska granica państwowa.
Jest to wzniesienie zbudowane z permskich skał wylewnych - melafirów (andezytów) i tufów melafirowych (andezytowych), należących do północnego skrzydła niecki śródsudeckiej. Na wierzchołku znajdują się szczeliny wiatrowe - szczeliny o głębokości 4 m, z których wydobywa się powiertze. Powietrze wypełniające szczeliny ma przez cały rok temperaturę zbliżoną do średniej temperatury rocznej, czyli zimą jest cieplejsze, a latem chłodniejsze od otoczenia.
Szczyt porośnięty lasem świerkowym regla dolnego, miejscami buczyną. Wierzchołek objęty jest przez rezerwat przyrody.
Cały masyw znajduje się w Obszarze Chronionego Krajobrazu Broumovsko.

## Turystyka
Na szczyt prowadzi szlak turystyczny:
- zielony – szlak graniczny prowadzący z dolnej do środkowej części wsi Šonov przez Homole